# ジャック・クロフォード
ジャック・クロフォード（Jack Crawford, 1908年3月22日 - 1991年9月10日）は、オーストラリア・ニューサウスウェールズ州出身の男子テニス選手。フルネームは John Herbert Crawford （ジョン・ハーバート・クロフォード）というが、「ジャック・クロフォード」という呼び名で最もよく知られている。1930年代前半にオーストラリア・テニス界の第一人者として活躍した選手で、1933年に世界ランキング1位になった。紳士的な言動から“Gentleman Jack”（ジェントルマン・ジャック、「紳士のジャック」）と呼ばれた。
1933年に史上初のグランドスラム3冠を達成。グランドスラム優勝6回。グランドスラム7大会連続決勝進出記録を持ち2007年にロジャー・フェデラーに破られるまで74年間最長記録だった。

## 来歴
ジャック・クロフォードは1928年から、男子テニス国別対抗戦・デビスカップのオーストラリア代表選手に選ばれた。1931年から1933年まで、地元の全豪選手権で男子シングルス3連覇を達成。クロフォードのテニス経歴のハイライトは1933年に訪れ、この年にすべての4大大会で男子シングルス決勝に進出した。とりわけ全仏選手権では、大会史上初めてフランス人選手以外の男子シングルス優勝者に輝いた。その勝ち上がりの過程で、第2シードのクロフォードは3回戦で日本の三木龍喜を破り、準決勝で佐藤次郎を 6-0, 6-2, 6-2 で圧倒すると、決勝ではフランス「四銃士」の1人だったアンリ・コシェを 8-6, 6-1, 6-3 で破って初優勝を飾った。（全仏選手権は1925年に国際大会となり、フランス人以外の選手にも出場資格が与えられるようになった。）続くウィンブルドンでも、クロフォードは準決勝で佐藤に連勝し（スコア：6-3, 6-4, 2-6, 6-4）、決勝ではアメリカのエルスワース・バインズを 4-6, 11-9, 6-2, 2-6, 6-4 で破って優勝している。しかし、全米選手権決勝ではイギリスのフレッド・ペリーに 3-6, 13-11, 6-4, 0-6, 1-6 の逆転で敗れ、「年間グランドスラム」は実現できなかった。（テニス界における最初の年間グランドスラムは、クロフォードが偉業を逃した5年後、1938年にアメリカのドン・バッジによって成し遂げられた。）1933年度の男子テニス世界ランキングでは、ジャック・クロフォードが1位にランクされ、2位にフレッド・ペリー、3位に佐藤次郎が名前を連ねた。
しかし、クロフォードは翌1934年に4大大会のシングルス・タイトルを明け渡してしまい、全豪選手権とウィンブルドン決勝ではフレッド・ペリーに敗れ、全仏選手権決勝ではドイツのゴットフリート・フォン・クラムに敗れてしまった。1935年の全豪選手権決勝でペリーを 2-6, 6-4, 6-4, 6-4 で破り、2年ぶり4度目の優勝を達成する。クロフォードは1934年の全米選手権に参加しなかったため、1935年の全豪選手権は（本人にとって）4大大会で「8大会連続」の決勝進出記録となった。これが彼の最後の4大大会シングルス優勝となり、通算「6勝」で終わった。（最近の選手では、ステファン・エドベリとボリス・ベッカーが4大大会通算6勝を挙げ、クロフォードは彼らと並んでいる。）
クロフォードは同じオーストラリアの女子テニス選手、マージョリー・コックスと結婚し、夫婦ペアとして全豪選手権の混合ダブルス部門でも活躍した。1929年から1933年にかけて、クロフォード夫妻は5年連続で混合ダブルス決勝に進出したが、1929年と1930年は準優勝で、1931年から1933年にかけて3連覇を達成している。1932年の混合ダブルス決勝では、クロフォード夫妻は佐藤次郎とメリル・オハラウッド（オーストラリア）のペアに 6-8, 8-6, 6-3 で逆転勝ちした。佐藤にとっては、クロフォードがテニス人生で最大の壁であった。1933年の全仏選手権とウィンブルドンの間、6月17日-19日にかけてフランス・パリ（全仏選手権の会場）で開かれたデビスカップの「ヨーロッパ・ゾーン」準決勝で佐藤がクロフォードに勝ったことがあるが、佐藤は精神的なプレッシャーとそれに伴う身体的症状に悩み続けたのである。
クロフォードは長年の間、気管支喘息と不安神経症の持病を抱えていたと言われる。神経症の方は「夢の中でもテニスをしているようだ」と本人がコメントしている。1979年に国際テニス殿堂入りを果たし、1991年9月10日にシドニー市で83歳の生涯を閉じた。
クロフォードは1933年全豪選手権から1934年ウィンブルドン選手権まで、4大大会男子シングルス「7大会連続」決勝進出の記録を持っていたが、ロジャー・フェデラー（スイス）が2005年ウィンブルドンから2007年全米オープンまで「10大会連続」決勝に進み、クロフォードの記録を73年ぶりに更新した。

## 4大大会優勝
- 全豪選手権　男子シングルス：4勝（1931年-1933年・1935年）／男子ダブルス：4勝（1929年・1930年・1932年・1935年）／混合ダブルス：3勝（1931年-1933年）　［男子シングルス・混合ダブルス3連覇を含む］
- 全仏選手権　男子シングルス：1勝（1933年）／男子ダブルス：1勝（1935年）／混合ダブルス：1勝（1933年）　［大会史上初、フランス人選手以外の優勝］
- ウィンブルドン選手権　男子シングルス：1勝（1933年）／男子ダブルス：1勝（1935年）／混合ダブルス：1勝（1930年）

（全米選手権男子シングルス準優勝1度：1933年）
| 年     | 大会                 | 対戦相手               | 試合結果                 |
| ------ | -------------------- | ---------------------- | ------------------------ |
| 1931年 | 全豪選手権           | ハリー・ホップマン     | 6-4, 6-2, 2-6, 6-1       |
| 1932年 | 全豪選手権           | ハリー・ホップマン     | 4-6, 6-3, 3-6, 6-3, 6-1  |
| 1933年 | 全豪選手権           | キース・グレッドヒル   | 2-6, 7-5, 6-3, 6-2       |
| 1933年 | 全仏選手権           | アンリ・コシェ         | 8-6, 6-1, 6-3            |
| 1933年 | ウィンブルドン選手権 | エルスワース・バインズ | 4-6, 11-9, 6-2, 2-6, 6-4 |
| 1935年 | 全豪選手権           | フレッド・ペリー       | 2-6, 6-4, 6-4, 6-4       |